# 圆球囊菌科
圆球囊菌科（学名：Ascosphaeraceae）是子囊菌门散囊菌纲爪甲囊菌目的一个真菌科，因其有性孢子的子囊呈本透明的圆球状而得名。模式种为蜜蜂圆球囊菌（Ascosphaera apis），是导致蜜蜂白垩病（chalkbrood disease）的病原菌。 首次由Betts于1912年报道，但模式种是Charles F. Spiltoir和Lindsay S. Olive界定于1955年。
通用名Ascosphaera apis来自拉丁字根Asco（意为“囊”）和sphaera（意为“园球”），apis的拉丁语意思为“蜜蜂”。

## 种类
- Arrhenosphaera
- 圆球囊菌属Ascosphaera
- Bettsia